# Hot summers

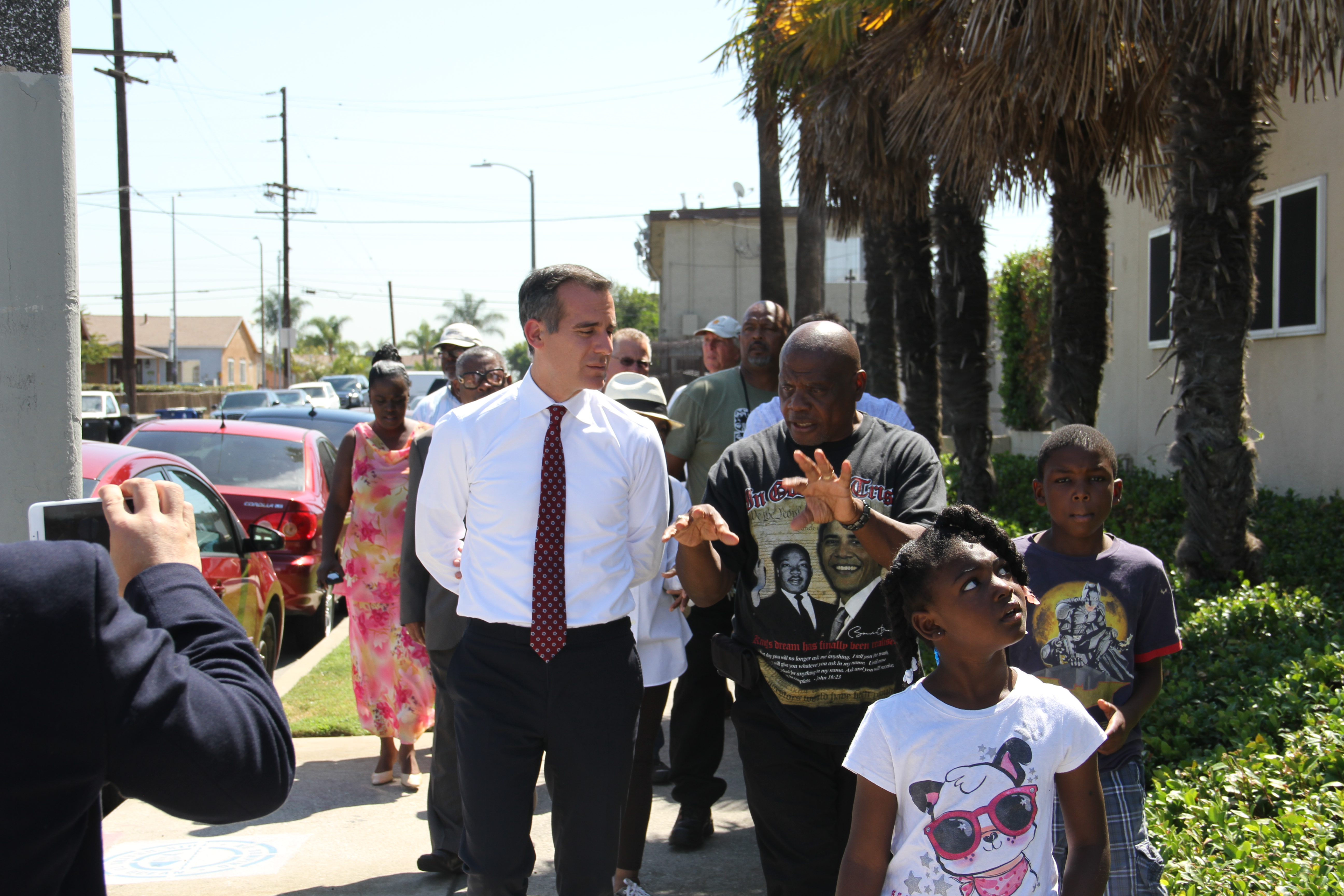
Le maire de Los Angeles Eric Garcetti dans le quartier de Watts lors de la commémoration du 50e anniversaire des émeutes de Watts, en 2015.

Pour les articles homonymes, voir Hot Summer.
Hot summers (en français : « étés chauds ») ou long, hot summer (« long été chaud ») est une expression américaine utilisée pour désigner les émeutes raciales survenues principalement dans les années 1960 dans les « ghettos » afro-américains de plusieurs grandes villes des États-Unis (Chicago, Los Angeles, Philadelphie, New York). Ces émeutes ont lieu pendant le mouvement des droits civiques américains. Des mouvements plus radicaux, tels que les Black Panthers, naissent dans ce contexte.